# German Angst
Pour les articles homonymes, voir Angst.
Pour plus de détails, voir Fiche technique et Distribution.
German Angst est un film d'épouvante allemand en trois sketches réalisé par Jörg Buttgereit, Michal Kosakowski et Andreas Marschall (de) et sorti en 2015.

## Synopsis
1. Final Girl de Jörg Buttgereit
2. Make a Wish de Michal Kosakowski
3. Alraune d'Andreas Marschall

## Fiche technique
Sauf indication contraire, les informations mentionnées dans cette section peuvent être confirmées par la base de données cinématographiques IMDb,  présente dans la section « Liens externes ».
- Titre original : German Angst[1]
- Réalisateur : Jörg Buttgereit, Michal Kosakowski, Andreas Marschall (de)
- Scénario : Jörg Buttgereit, Goran Mimica, Michal Kosakowski, Andreas Marschall
- Photographie : Sven Jakob-Engelmann
- Montage : Michal Kosakowski, Andreas Marschall
- Musique : Fabio Amuri
- Société de production : Kosakowski Films
- Pays de production :  Allemagne
- Langue de tournage : allemand
- Format : Couleurs - 2,39:1 - Son Dolby[1]
- Durée : 107 minutes (1h47)
- Genre : Film d'épouvante
- Dates de sortie :
  - Pays-Bas : 24 janvier 2015 (Festival du film de Rotterdam)
  - Allemagne : 14 mars 2015 (Fantasy Filmfest), 7 mai 2015 (en salles)
  - Belgique : 14 avril 2015 (Festival du film fantastique de Bruxelles)
  - France : 20 septembre 2015 (Festival du film fantastique de Strasbourg)

## Distribution
Segment "Final Girl"
- Lola Gave : Final Girl
- Axel Holst (de) : Le père

Segment "Make a wish"
- Andreas Pape (de) : Jens
- Matthan Harris : Jacek
- Annika Strauß (de) : Kasia
- Denis Lyons : Darren
- Martina Schöne-Radunski (de) : Hilda
- Daniel Faust (de) : Gottfried

Segment "Alraune"
- Milton Welsh (de) : Eden / Narrateur
- Kristina Kostiv : Kira
- Désirée Giorgetti : Maya
- Rüdiger Kuhlbrodt (de) : Petrus
- Ludo Vici (de) : Kanter
- Magdalena Ritter (de) : Maggie
- Katja Bienert : Cleo